# Glenea vagemaculipennis
Glenea vagemaculipennis är en skalbaggsart som beskrevs av Stefan von Breuning 1961. Glenea vagemaculipennis ingår i släktet Glenea och familjen långhorningar. Inga underarter finns listade i Catalogue of Life.